# Souburgse Molen
De Souburgse Molen is een ronde stenen molen in de Nederlandse gemeente Alblasserdam. De molen is in 1860 gebouwd en is tot 1945 als poldermolen in gebruik geweest. De molen bemaalde met een scheprad de polder Souburg totdat deze functie werd overgenomen door een elektrisch gemaal. In 1997 werd hij onttakeld. Sinds 2014 is de Souburgse Molen eigendom van de SIMAV, die de molen draaivaardig zal herstellen. In mei 2019 is begonnen met de restauratie.
Nadat de molen buiten bedrijf was geraakt werd naast de molen een lage woning gebouwd, waardoor niet meer rondgekruid kon worden. Inmiddels is de woning gesloopt en de molen draaivaardig gemaakt. De romp is hierbij opgevijzeld en rechtgezet, waarbij de fundering is versterkt. Op 11 mei 2020 draaiden de wieken van  de Souburgse Molen voor het eerst sinds 1945.

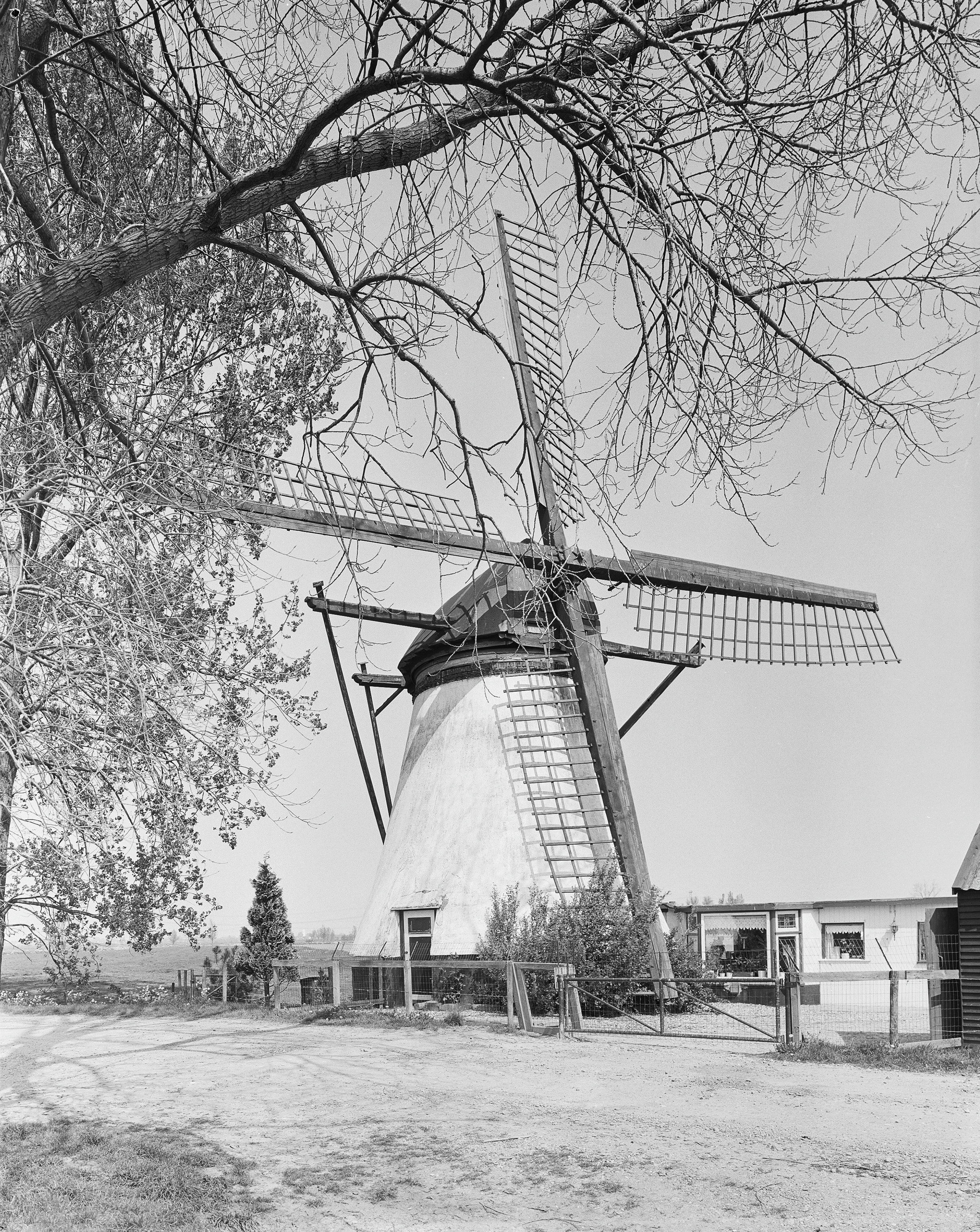
De molen in 1990